# Hans Hofner
Hans Hofner (* 26. Juni 1908 in Bayreuth; † 21. November 1982 in Hof) war Heimatpfleger im Landkreis Hof und Heimatforscher, der zahlreiche regionalgeschichtliche Aufsätze und Bücher schrieb.

## Leben
Hofner stammte aus einer Bayreuther Lehrerfamilie, sein Vater war Musiklehrer, und genoss eine gründliche Ausbildung. Sein musikalisches Talent setzte er nebenberuflich als Kammer-, Orchester- und Kirchenmusiker ein. Er war verheiratet mit Elfriede, geborene Schwingler (* 2. April 1922; † 24. März 1980). Bereits in den 1930er Jahren befasste sich Hofner, selbst Organist, mit der Geschichte des Orgelbaus im ehemaligen Fürstentum Bayreuth, beispielsweise mit der Orgelbauerfamilie Heidenreich. Erste Recherchen führte er im Steinachtal und im Sechsämterland durch. Im Staatsarchiv Bamberg betrieb er umfassende Quellenforschung. Seine Aufsätze veröffentlichte er unter anderem im Siebenstern, der Mitgliederzeitschrift des Fichtelgebirgsvereins. Seine heimatkundliche Arbeit war vom Kriegsdienst unterbrochen, bei dem er als Nachrichtenoffizier und Funkspezialist der Luftwaffe eingesetzt war.
1949 wurde Hofner Leiter der Schule von Köditz und konzentrierte seine heimatkundlichen Arbeiten auf das Hofer Land. Neben Ortsgeschichte, vor allem von Orten der ehemaligen Hauptmannschaft Hof, publizierte er auch über die Handwerks- und Kunstgeschichte der Region, unter anderem über die Bildhauerfamilie Knoll und die Malerfamilie Lohe. Vogtländische Rittergüter führten ihn auch zur Auseinandersetzung mit den frühen Adelsfamilien der Region, darunter die Murring, Uttenhofen, Weißelsdorf und Hirschberg. Auch Vor- und Frühgeschichte, sowie Landschafts- und Siedlungsgeschichte gehörten zu seinen Forschungsgebieten. 1973 ging er in den Ruhestand. Neben seinem Amt als Schulleiter von Köditz war er nebenberuflich Lehrer an der Hofer Berufsschule. Bekanntheit erlangte er durch seine 320 Veröffentlichungen, darunter auch öffentlichkeitswirksam im Der Erzähler an der Saale und im Hofer Anzeiger sowie durch zahlreiche Vorträge. In der Heftreihe Kulturwarte erschienen regelmäßig Aufsätze von ihm und bei Jubiläen wurden Beiträge über ihn verfasst. Er war Heimatpfleger und Archivpfleger im Landkreis Hof, Wahlmitglied in der Gesellschaft für fränkische Geschichte, Mitarbeiter beim Landesamt für Denkmalpflege, der Staatlichen Münzsammlung und der nordfränkischen Heimatzeitschriften.

## Auszeichnungen

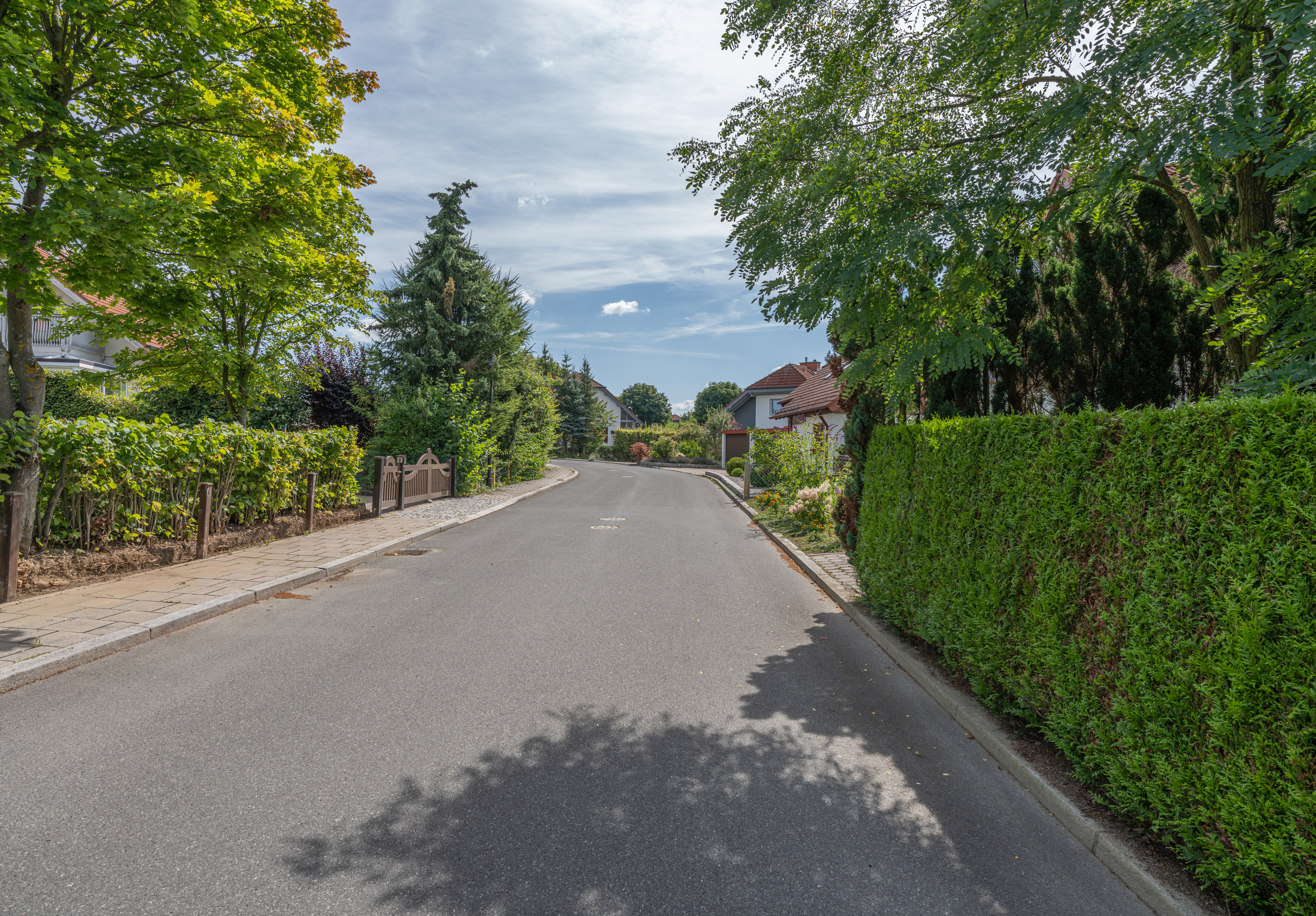
Hans-Hofner-Straße nahe der Hochschule Hof

- Für sein Werk wurde er 1975 mit dem Bundesverdienstkreuz ausgezeichnet.
- 1977 wurde ihm der Ehrenring der Stadt Hof verliehen.[1]
- Ihm zu Ehren ist in Hof die Hans-Hofner-Straße benannt.

## Bibliografie (Auswahl)
- Der Murringhof und Schloß Hofeck – Zur Geschichte eines vogtländischen Rittersitzes am Stadtrand von Hof. In: Sonderdruck aus der Kulturwarte – Nordostoberfränkische Monatsschrift für Kunst und Kultur. Hof 1974.
- Die Herren von Weißelsdorf – Ihre Beziehungen zu Hof und dem Vogtland. Eigenverlag, Köditz 1961.
- Dörfer und Rittersitze entlang der Grenze (Teil 1). In: Archiv für Geschichte von Oberfranken. Bayreuth 1967.
- Gattendorf, Beiträge zur Geschichte des Landkreises Hof. Heft 1, 1963 (Digitalisat).
- Hof als Kräftezentrum der bildenden Künste. Hof 1955.
- Meister des mitteldeutschen Barock – die Alt-Hofer Bildhauerfamilie Knoll. In: Grenzlanddekanat Hof.
- Murringhof und Gut Hofeck – Geschichte eines vogtländischen Rittersitzes und seiner Afterlehen am Stadtrand von Hof. Hof 1972.
- Das Urbar des Klosters St. Klara in Hof. Beiheft 3 zum Archiv für Geschichte von Oberfranken. Bayreuth 1980.